# Софія Агранович
Софія Агранович (англ. Sophia Agranovich; нар. Чернівці, УРСР) — американська класична концертуюча піаністка українського походження, музикант, музичний педагог і художній керівник. Здобула ступені бакалавра та магістра Джульярдської школи, де викладала фортепіано. Продовжила навчання в докторантурі педагогічного коледжу Колумбійського університету. Її живі виступи та записи отримали найвищі міжнародні нагороди та визнання критиків. Її альбоми входять до топ-10 усіх музичних жанрів на One World Music Radio та World Top Radio Airplay Charts. Виступає з концертами на головних майданчиках у всьому світу, журнал «Fanfare» описав її як «виразну, сміливу піаністку в традиціях романтиків Золотої доби», а «American Record Guide» похвалив за її «чудові відтінки та відмінну музичну майстерність».

## Біографія

### Молодість і музична освіта
Народилася в Чернівцях, Українська РСР, Радянський Союз (нині Україна). Її батько був стоматологом, а мати — викладачем англійської мови та її першою вчителькою фортепіано. Почала формально вчитися фортепіано в п'ять років. У шість років її прийняли до Чернівецького музичного училища і вона вперше вступила на сцені. Її вчителями були Анна Столяревич та Олександр Ейдельман (ровесники Володимира Горовиця та учні Фелікса Блуменфельда та Генріха Нейгауза). У 10 років перемогла на Українському конкурсі молодих артистів (нині Міжнародний музичний конкурс імені Миколи Лисенка), як наймолодша учасниця того року. Її концерти транслювали національні теле- та радіостанції.
1971 року закінчила Чернівецьке музичне училище. Після імміграції з родиною до США у віці 15 років Агранович вступила до коледжу Джульярдської школи в Нью-Йорку на повну стипендію в класі професора Саші Городницького. Також Агранович навчався у Наді Рейзенберг. 1977 року закінчила Джульярдську школу зі ступенем бакалавра музики та ступенем магістра музики у 1978 році. 1979 року перемогла на Бергенському філармонічному конкурсі. Викладала фортепіано в Джульярдській школі. Продовжила освіту в Педагогічному коледжі Колумбійського університету, де з 1980 до 1981 рік пройшла курс доктора філософії з музичної освіти, теорії музики та історії музики.

### Перерва в музиці
У 1980-х роках Агранович присвятила час сім'ї та змінила музичну діяльність на інформаційні технології. Здобувши освіту з комп'ютерних наук у Технічній школі Емпайр у Нью-Йорку у 1981 році працювала системним аналітиком у Metropolitan Life Insurance Company у 1985 році (де вона отримала Президентську нагороду за дизайн комп'ютерних систем і підтримку), а у 1987 році старшим програмістом/аналітиком у Merrill Lynch. Зрештою її підвищили до керівника проєкту/помічника віцепрезидента у 1995 році та віцепрезидента у 2001 році.
2008 року Агранович залишила кар'єру в ІТ і вивчала натуропатію, традиційну індійську медицину та традиційну китайську медицину. 2008 року отримала сертифікати Національної асоціації тренерів фізичних вправ і спорту/Інституту Спенсера й Американської асоціації практикуючих засоби йоги, пілатесу та інших холістичних дисциплін. З 2009 до 2012 рік викладала йогу та пілатес.

### Музична кар'єра
2008 року повернулася до професійної музичної кар'єри як концертуюча піаністка, музикант, музичний педагог і програмний директор. Виступала в США, Європі, Ізраїлі та Канаді, її запрошували виступати в Китаї. 2017 року дала 2-годинні сольні концерти на фестивалі Пеннотьє та у Жюан-ле-Пен у Франції, де вона виконала прем'єру «Quatre préludes en hommage a Chopin», Op. 162 їй присвятив французький композитор Франсуаза Шово. Інші прем'єри включали Сонату Роджера Стабблфілда для кларнета та фортепіано та Ноктюрн для альта та фортепіано. Вона давала концерти в Лінкольн-центрі, Карнеґі-холі, Музеї мистецтв Метрополітен та інших знаних місць.

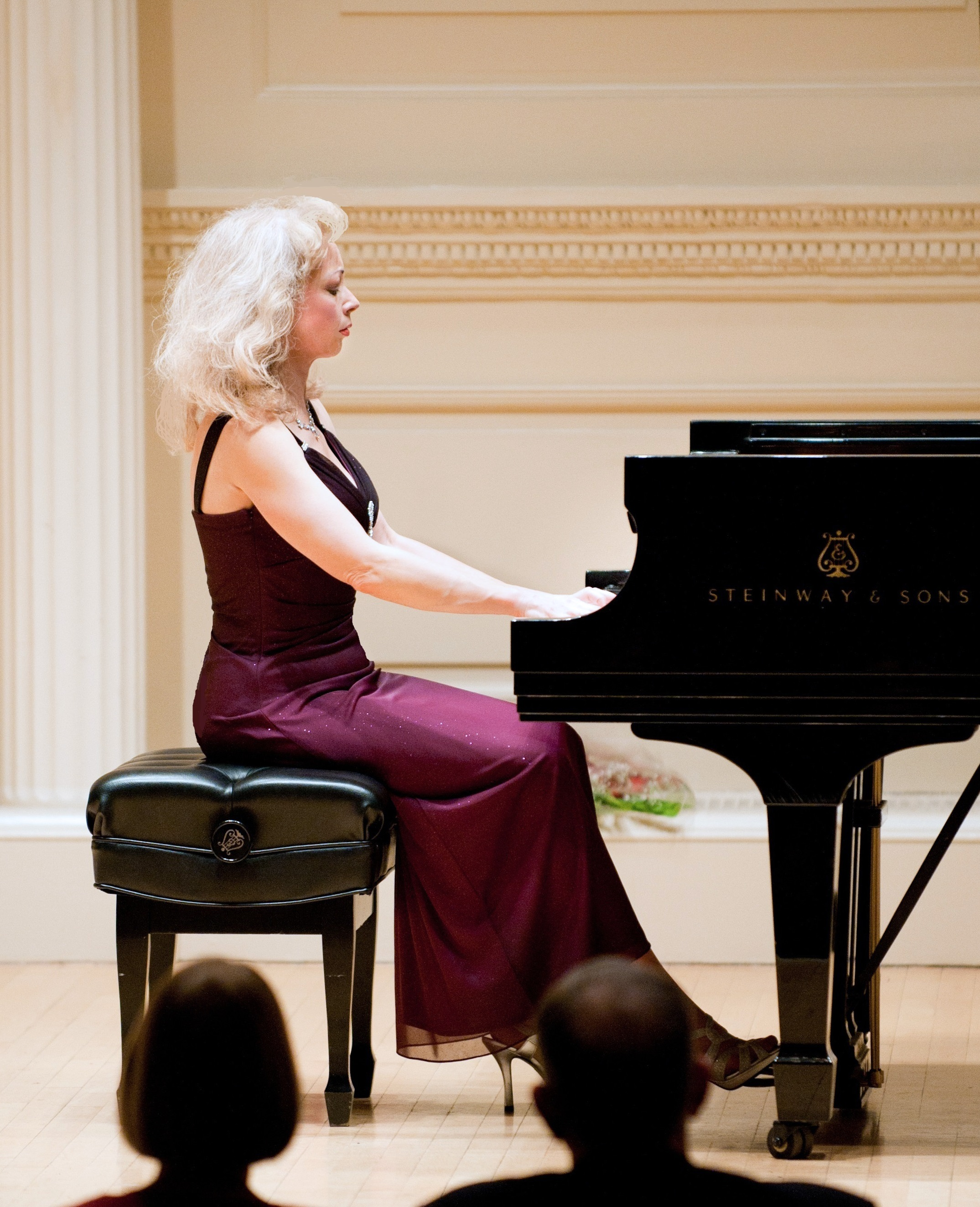
Софія Агранович на сольному концерті в Карнеґі-хол 5 листопада 2011 року

Крім музичних сцен виступала у численних навчальних закладах як-от Технологічний інститут Нью-Джерсі, Музична академія імені Рубіна, Національна музична академія України імені Петра Чайковського та Львівська державна консерваторія. Вона співпрацювала з Марком Пескановим, Шломо Мінцем, Крістофером Коллінзом Лі, Ендрю Літтоном, Олександром Мішнаєвським, Грегорі Сінгером, Бреттом Дойбнером, Ендрю Ламі, Андатолем Віком, Рупамом Сармахом, Лілі Гайдн, Хамідом Саїді, Кетлін Супове.
Агранович випустила одинадцять альбомів з 2010 до 2023 рік, зокрема вісім на Centaur Records, які складалися переважно з віртуозного фортепіанного репертуару доби романтизму. Вона також є автором схвалених критиками нотаток до своїх альбомів, які називають їх «деталізованими та добре написаними», «просвітницькими та проникливими».
Її виступи транслюються в Бразилії, Канаді, Німеччині, Італії, Новій Зеландії, Великій Британії, Японії, Швейцарії, Люксембурзі, Португалії, Франції, Ізраїлі, США, а також наживо на WQXR-FM.
Софія Агранович входить до реєстру Steinway Artists. Про неї писали в «American Record Guide», «Fanfare Magazine», «Нью-Йорк таймс», «The Whole Note», «Broadway World», «World Culture Times», «Musical America», FOX News, News ABC та інші великі ЗМІ. Вона є членом NARAS й активним членом численних професійних музичних організацій, зокрема Американське товариство Ліста, Музичне товариство коледжу й Асоціацію Лешетицьких. Крім того, вона була членом правління NJMTA, пов'язаного з Національною асоціацією вчителів музики, і є художнім керівником музичної серії «Classicals at the Circle» у Центрі мистецтв Watchung, а також головою програми та членом правління Асоціації музичних викладачів Нью-Джерсі.

### Педагогіка
Софія Агранович — музичний педагог, лавреат численних педагогічних нагород.
Учні Агранович здобули різні нагороди і були прийняті до знаних музичних шкіл, серед них Джульярдська школа, Школа музики Маннеса, Мангеттенська школа музики, Браунський університет, Північно-Західний університет, Нью-Йоркський університет. Її учні виступали в Карнеґі-хол, Центрі виконавських мистецтв Кеннеді, Меркін-хол, Еліс Таллі-голі, Лінкольн-центрі, Кіммел-центрі, Культурному інституті Тенрі, Стейнвей-хол, Центрі мистецтв Watchung, Польському культурному центрі та Посольстві Польщі в Нью-Йорку. Вони також виступали в різних країнах, а виступи транслювалися по радіо та телебаченню.

## Нагороди та відзнаки
- 2024: One Earth Awards — Золотий переможець: Найкращий запис класичної музики, найкраща світова музика[67]
- 2024: World Entertainment Awards — Найкращий класичний виконавець
- 2024: Clouzine International Music Awards — Найкращий класичний фортепіанний альбом, весна 2024[68]
- 2024: Global Music Awards — 2 срібні медалі за видатні досягнення[69]
- 2024: The Radio Music Awards –Найкращий класичний виконавець, найкращий класичний запис[70]
- 2023: Американський приз — Володарка 1-го місця у сольному виконанні на фортепіано[71]
- 2023: Steinway & Sons — Нагорода «Найкращий вчитель Steinway»[5]
- 2023: InterContinental Music Awards — Найкращий інструменталіст[72]
- 2023: Indie Music Channel — Найкращий класичний запис; Введення в Зал слави інді-музики 2023[73][74]
- 2023: The Radio Music Awards — Найкращий класичний виконавець, найкращий класичний запис[75]
- 2023: One Earth Awards –Золотий переможець: найкращий запис класичної музики[76], Найкращий сучасний інструментальний сингл[67]
- 2023: Clouzine International Music Awards — Найкраща інструментальна пісня, осінь 2023
- 2023: Global Music Awards — 2 срібні медалі за видатні досягнення «Мир і радість»[77]
- 2023: Global Music Awards — 2 срібні медалі за видатні досягнення, «Серенада кохання»[78]
- 2023: LIT International Talent Awards, осінь 2023 — Платина: найкращий класичний піаніст, найкраща класична музика, найкраща інструментальна музика[79]
- 2023: Intercontinental Music Awards –3-разовий фіналіст[80]
- 2023: One World Music Radio — Номінація на найкращий класичний альбом 2022 року та найкращий неокласичний сингл[81]
- 2022: Indie Music Channel — Переможець, найкращий класичний запис[82]
- 2022: Fanfare Magazine — The 2022 Want List (найкращі записи)[83]
- 2022: The Radio Music Awards — Найкращий виконавець класичної музики, найкращий класичний запис, найкращий інструментальний запис[84][85]
- 2022: Clouzine International Music Awards — Найкращий класичний альбом, осінь 2022[86]
- 2022: Global Music Awards — 2 срібні медалі за видатні досягнення[87]
- 2022: LIT International Talent Awards, осінь 2022 — Платина: найкраща виконавиця та найкраща класична музика; золото: найкраща інструментальна музика та найкраще виконання[79]
- 2022: LIT International Talent Awards, весна 2022 — платина: найкращий класичний піаніст і найкращий інструментальний виконавець; золото: найкраща інструментальна виконавиця[79]; інструменталіст року[88]
- 2022: One World Music Radio — найкращий класичний альбом 2021 року[89]
- 2022: Американський приз — Переможець, фортепіано соло, 2 місце[90]; Фіналіст, віртуальний виступ[91]
- 2022: Номінація «Найкращий класичний запис і альбом року», Indie Music Channel[92][93]
- 2021: World Top Radio Airplay Charts — липень 2021 — грудень 2021[4]
- 2021: Global Music Awards — 2 срібні медалі за видатні досягнення[94]
- 2021: Clouzine International Music Awards — 2 найкращі класичні альбоми (весна та осінь 2021)[95][96]
- 2019: Marquis Who's Who — Найкращий музичний педагог і найкращі професійні нагороди[9]
- 2018: Indie Music Channel — Зал слави інді-музики[97]
- 2018: Global Music Awards — 2 срібні медалі за видатні досягнення[98]
- 2018: Clouzine International Music Awards — Найкращий класичний фортепіанний альбом (весна 2018)[99]
- 2018: The Radio Music Awards — Найкраща виконавиця класичної музики[100]
- 2018: Mainly Piano, 2018 Favorites and Picks — Chopin and Liszt: Piano Works[101][102]
- 2017: Marquis Who's Who — Премія Альберта Нельсона Маркіза за життєві досягнення[10]
- 2017: Global Music Award — 3 золоті медалі: класичне фортепіано соло, новий випуск, альбом[103]
- 2017: Global Music Awards — 10 найкращих альбомів у всіх жанрах[104]
- 2016: Американський приз — фіналіст[105]
- 2016: Prestige Music Awards — 2 золоті медалі[10]
- 2016: Global Music Awards –5 срібних медалей за видатні досягнення[106][107][108][109]
- 2012: Steinway Artist Roster[43]
- 1986: Metropolitan Life Insurance — Президентська нагорода за якість проєктування та підтримки комп'ютерних систем[10]
- 1980: Джульярдська школа[2]
- 1979: Змагання філармонії — 1 місце, фортепіано[5][8]
- 1966: Український конкурс молодих артистів — 1 місце, фортепіано[5]

## Дискографія
| Year | Album | Label                                                             |
| ---- | --- | ----------------------------------------------------------------- |
| 2010 | «Romantic Virtuoso Masterpieces» (Бетховен: Соната для фортепіано № 21; авторство Шопен, Ліст, Шуман, Скрябін) | Armonioso / CDBaby                                                |
| 2012 | «Franz Liszt — Bicentennial Tribute» (Ліст: Етюди 'Un Sospiro' and 'Кампанелла'; Іспанська рапсодія; Соната сі мінор) | Armonioso / CDBaby                                                |
| 2014 | «Passion and Fantasy» (Бетховен: Симфонічні етюди; Шопен: Фантазії у фа-мінор; Соната для фортепіано № 3) | Romeo Records / Albany                                            |
| 2014 | «Brahms, Schumann and Liszt: Piano Works» (Варіації на тему Паганіні — повне зібрання I і II; Шуман: Симфонічні етюди; Шуман-Ліст: Liebeslied 'Widmung')                                                                                  | Centaur Records / Naxos                                           |
| 2015 | Шуберт: Фантазія мандрівник; Chopin: 4 Ballades (complete) | Centaur Records / Naxos                                           |
| 2016 | «Robert Schumann: Carnaval and Fantasie» (Карнавал, Op.9; Fantasie in C major, Op. 17) | Centaur Records / Naxos                                           |
| 2018 | «Chopin and Liszt: Piano Works» (Chopin: Polonaise-Fantaisie, Nocturne Op. 48 No.1; Ліст: 3 Sonnetti del Petrarca (complete); 'Dante' Sonata; Hungarian Rhapsody No. 14)                                                                  | Centaur Records / Naxos                                           |
| 2020 | «In Celebration of 210th Anniversary of Chopin»: Соната для фортепіано № 2; 4 Scherzi (complete); Полонез «Героїчний» | Centaur Records / Naxos                                           |
| 2021 | «In Celebration of 250th Anniversary of Beethoven»: Fantasie Op. 77; Сонати ' Патетична ', 'Місячна соната', ''Буря' | Centaur Records / Naxos                                           |
| 2022 | «Franz Liszt: Rhapsodies, Études and Transcriptions»: Hungarian Rhapsodies Nos. 6 and 13; Schubert/Liszt "Ständchen (Serenade), " "Erlkönig (Elf King), «Die Forelle (The Trout)»; Transcendental Etudes №. 9 «Ricordanza» і № 4 «Мазепа» | Centaur Records / Naxos                                           |
| 2022 | «Peace and Joy (Mendelssohn/Mozart World)» — single with Rupam Sarmah; also included in the album ARISE TOGETHER | RJ Productions International, One Little Finger Global Foundation |
| 2023 | «Love Serenade» — single with Rupam Sarmah; feat. Lili Haydn and Hamid Saeidi | RJ Productions International, One Little Finger Global Foundation |
| 2023 | «Album Leaf: Piano Works by Фелікс Мендельсон»: Fantasie in F-sharp minor (Sonate ecossaise), Albumblatt in A minor, Caprice in A minor, Variations sérieuses, complete Etudes, Rondo capriccioso in E minor/E Major                      | Centaur Records / Naxos                                           |